# Campeonato Acreano 2022
El Campeonato Acreano de Fútbol 2022 fue la 95.ª edición de la primera división de fútbol del estado de Acre. El torneo fue organizado por la Federação de Futebol do Estado do Acre (FFAC). El torneo comenzó el 13 de febrero y finalizó el 21 de abril.
Humaitá se consagró campeón por primera vez del Campeonato Acreano tras ganar el hexagonal final, a falta de una fecha de que culmine.

## Sistema de juego

### 1ª fase
Los 11 equipos son divididos en dos grupos, uno de 6 y el otro con 5. Los equipos se enfrentan al resto de equipos de su grupo en modalidad de todos contra todos a una sola rueda. Culminada esta fase, los 3 primeros puestos de cada grupo avanzarán a un hexagonal final. No hay descensos.

### 2ª fase
Los 6 equipos provenientes de la primera fase se enfrentan en modalidad de todos contra todos a una sola rueda. Culminadas las cinco fechas, el equipo ubicado en primer lugar se consagrará campeón.

### Clasificaciones
- Copa de Brasil 2023: Clasifican el campeón y el subcampeón.
- Serie D 2023: Clasifican los dos mejores equipos de la tabla acumulada que no disputen la Serie A, Serie B o Serie C en la temporada 2022 o la Serie C en 2023.
- Copa Verde 2023: Clasifican el campeón y el subcampeón.

## Equipos participantes
| Equipo            | Ciudad            | Estadio        | Capacidad | Posición 2021 | Títulos (último) |
| ----------------- | ----------------- | -------------- | --------- | ------------- | ---------------- |
| ADESG             | Senador Guiomard  | Naborzão       | 2000      | −             | 1 (2006)         |
| Andirá            | Río Branco        | Florestão      | 10 000    | 8.º           | 0                |
| Atlético Acreano  | Río Branco        | Florestão      | 10 000    | 3.º           | 9 (2019)         |
| Galvez            | Río Branco        | Florestão      | 10 000    | 4.º           | 1 (2020)         |
| Humaitá           | Porto Acre        | Florestão      | 10 000    | 2.º           | 0                |
| Independência     | Río Branco        | Marinho Monte  | 1000      | −             | 11 (1998)        |
| Náuas             | Cruzeiro do Sul   | Arena do Juruá | 4000      | 7.º           | 0                |
| Plácido de Castro | Plácido de Castro | Aluizão        | 7000      | 9.º           | 1 (2013)         |
| Rio Branco-AC     | Río Branco        | Florestão      | 10 000    | Campeón       | 48 (2021)        |
| São Francisco     | Río Branco        | Florestão      | 10 000    | 6.º           | 0                |
| Vasco da Gama-AC  | Río Branco        | Florestão      | 10 000    | 5.º           | 3 (2001)         |

## Primera fase

### Grupo A
| Pos. | Equipo            | Pts. | PJ | G | E | P | GF | GC | Dif. | Clasificación    |
| ---- | ----------------- | ---- | -- | - | - | - | -- | -- | ---- | ---------------- |
| 1    | ADESG             | 10   | 5  | 3 | 1 | 1 | 8  | 3  | +5   | Hexagonal final. |
| 2    | Náuas             | 8    | 5  | 2 | 2 | 1 | 3  | 2  | +1   | Hexagonal final. |
| 3    | Rio Branco-AC     | 7    | 5  | 2 | 1 | 2 | 7  | 5  | +2   | Hexagonal final. |
| 4    | Plácido de Castro | 7    | 5  | 1 | 4 | 0 | 10 | 6  | +4   |                  |
| 5    | Atlético Acreano  | 5    | 5  | 1 | 2 | 2 | 3  | 6  | −3   |                  |
| 6    | Vasco da Gama-AC  | 3    | 5  | 1 | 0 | 4 | 5  | 14 | −9   |                  |

 Fuente: FFAC
Criterios de clasificación: 1) Puntos; 2) Partidos ganados; 3) Diferencia de gol; 4) Goles anotados; 5) Enfrentamiento directo entre los equipos en cuestión; 6) Menor cantidad de tarjetas rojas; 7) Menor cantidad de tarjetas amarillas; 8) Goles anotados de visita; 9) Partido extra.

#### Resultados
| Local \ Visitante | ADE | ACR | NAU | PLA | RBR | VAS |
| ----------------- | --- | --- | --- | --- | --- | --- |
| ADESG             | —   | 3–0 | 0–1 | —   | —   | 2–0 |
| Atlético Acreano  | —   | —   | —   | 0–0 | 0–1 | 2–1 |
| Náuas             | —   | 1–1 | —   | —   | 1–0 | —   |
| Plácido de Castro | 2–2 | —   | 0–0 | —   | —   | —   |
| Rio Branco-AC     | 0–1 | —   | —   | 2–2 | —   | 4–1 |
| Vasco da Gama-AC  | —   | —   | 1–0 | 2–6 | —   | —   |

### Grupo B
| Pos. | Equipo        | Pts. | PJ | G | E | P | GF | GC | Dif. | Clasificación    |
| ---- | ------------- | ---- | -- | - | - | - | -- | -- | ---- | ---------------- |
| 1    | Humaitá       | 8    | 4  | 2 | 2 | 0 | 8  | 2  | +6   | Hexagonal final. |
| 2    | Galvez        | 7    | 4  | 2 | 1 | 1 | 9  | 2  | +7   | Hexagonal final. |
| 3    | São Francisco | 5    | 4  | 1 | 2 | 1 | 4  | 5  | −1   | Hexagonal final. |
| 4    | Independência | 4    | 4  | 1 | 1 | 2 | 5  | 11 | −6   |                  |
| 5    | Andirá        | 2    | 4  | 0 | 2 | 2 | 5  | 11 | −6   |                  |

 Fuente: FFAC
Criterios de clasificación: 1) Puntos; 2) Partidos ganados; 3) Diferencia de gol; 4) Goles anotados; 5) Enfrentamiento directo entre los equipos en cuestión; 6) Menor cantidad de tarjetas rojas; 7) Menor cantidad de tarjetas amarillas; 8) Goles anotados de visita; 9) Partido extra.

#### Resultados
| Local \ Visitante | AND | GAL | HUM | IND | SFR |
| ----------------- | --- | --- | --- | --- | --- |
| Andirá            | —   | —   | 0–2 | 3–3 | —   |
| Galvez            | 4–0 | —   | —   | —   | 0–1 |
| Humaitá           | —   | 1–1 | —   | 4–0 | —   |
| Independência     | —   | 0–4 | —   | —   | 2–0 |
| São Francisco     | 2–2 | —   | 1–1 | —   | —   |

## Hexagonal final

### Tabla de posiciones
| Pos. | Equipo        | Pts. | PJ | G | E | P | GF | GC | Dif. | Clasificación                                        |
| ---- | ------------- | ---- | -- | - | - | - | -- | -- | ---- | ---------------------------------------------------- |
| 1    | Humaitá       | 12   | 5  | 4 | 0 | 1 | 11 | 4  | +7   | Copa de Brasil 2023, Copa Verde 2023 y Serie D 2023. |
| 2    | São Francisco | 11   | 5  | 3 | 2 | 0 | 7  | 2  | +5   | Copa de Brasil 2023, Copa Verde 2023 y Serie D 2023. |
| 3    | ADESG         | 8    | 5  | 2 | 2 | 1 | 8  | 5  | +3   |                                                      |
| 4    | Galvez        | 7    | 5  | 2 | 1 | 2 | 7  | 7  | 0    |                                                      |
| 5    | Rio Branco-AC | 4    | 5  | 1 | 1 | 3 | 6  | 7  | −1   |                                                      |
| 6    | Náuas         | 0    | 5  | 0 | 0 | 5 | 2  | 16 | −14  |                                                      |

 Fuente: FFAC
Criterios de clasificación: 1) Puntos; 2) Partidos ganados; 3) Diferencia de gol; 4) Goles anotados; 5) Enfrentamiento directo entre los equipos en cuestión; 6) Menor cantidad de tarjetas rojas; 7) Menor cantidad de tarjetas amarillas; 8) Goles anotados de visita; 9) Partido extra.

### Resultados
| Local \ Visitante | ADE | GAL | HUM | NAU | RBR | SFR |
| ----------------- | --- | --- | --- | --- | --- | --- |
| ADESG             | —   | —   | —   | 4–1 | 2–1 | —   |
| Galvez            | 1–1 | —   | —   | —   | —   | 1–2 |
| Humaitá           | 2–1 | 2–0 | —   | —   | —   | 1–2 |
| Náuas             | —   | 0–1 | 1–5 | —   | 0–3 | —   |
| Rio Branco-AC     | —   | 2–4 | 0–1 | —   | —   | 0–0 |
| São Francisco     | 0–0 | —   | —   | 3–0 | —   | —   |

| Bandera del estado de Acre |
| Campeón                    |
| Humaitá 1.° título         |